# Corticoris libertus
Corticoris libertus är en insektsart som först beskrevs av Gibson 1917.  Corticoris libertus ingår i släktet Corticoris och familjen ängsskinnbaggar. Inga underarter finns listade i Catalogue of Life.